# Fonkia
Fonkia é um género monotípico de plantas com flores pertencentes à família Plantaginaceae. A única espécie é Fonkia uliginosa.
A sua distribuição nativa é do Chile ao sudoeste da Argentina. O género recebeu o nome de Francisco Fonk (1830–1912).